# Batalla del coll de Balaguer
La batalla del coll de Balaguer fou un enfrontament que tingué lloc al coll de Balaguer (Baix Camp) el 10 de desembre de 1640, en el marc de la Guerra dels Segadors.
Per tal d'aplacar la revolta que es gestava a Catalunya i que havia tingut en els fets del Corpus de Sang el seu punt àlgid, Felip IV envià l'exèrcit cap a Barcelona. Les tropes liderades per Pedro Fajardo, marquès de Los Vélez sortiren el dia 8 de desembre de Tortosa, que havia estat prèviament sotmesa a l'autoritat reial. Al seu pas pel coll de Balaguer, una improvisada resistència que s'hi havia fortificat plantà cara a l'exèrcit reial, però no pogué resistir l'embat i fou ràpidament dispersada.

## Context
Després del setge de Salses, a la zona del Rosselló s'hi allotjaren uns 9.000 soldats de l'exèrcit de Felip IV. La presència continuada de soldats entre la població local fou una font contínua de conflictes, ja que tot sovint es produïen excessos i abusos contra una població ja perjudicada per la combinació de males collites i la devastació dels episodis bèl·lics derivats de la Guerra dels Trenta Anys, essent una zona fronterera amb França. Per tal d'alleugerir aquesta càrrega, el virrei Dalmau de Queralt ordenà que els allotjaments de les tropes es repartissin en les poblacions del Principat, menys afectades pel conflicte. Això no obstant, el rei hi afegí la condició que en aquells llocs on s'allotgessin els militars havien de superar en nombre la població local.
L'operació només va aconseguir escampar els abusos i el malestar cap a d'altres zones del principat, com l'Empordà o el Vallès. Així, es produïren diversos enfrontaments amb la població local que feren augmentar la tensió social. A més dels abusos cap a la població civil, la manera com es feien els allotjaments atemptava contra les Constitucions catalanes, la qual cosa provocà la protesta de les institucions catalanes. El març de 1640 foren empresonats el consellers Joan de Vergós i Lleonard Serra i el diputat militar Francesc de Tamarit, que s'oposaven als allotjaments i a les lleves decretades per la guerra amb França. Camperols revoltats van entrar a Barcelona el 22 de maig i els posaren en llibertat. El 7 de juny del mateix any, grups de segadors entren de nou a la ciutat i fou assassinat el virrei Dalmau de Queralt durant la jornada coneguda com el Corpus de Sang.
Per tal d'aplacar de forma exemplar la revolta que es gestava a Catalunya contra l'autoritat reial, la cort de Felip IV optà per intervenir militarment el Principat. A principis de setembre, una contrarevolta a Tortosa feu decantar la ciutat a favor de Felip IV, i el dia 25 l'exèrcit reial arribà la ciutat. Comandat pel lloctinent de Catalunya Pedro Fajardo, marquès de Los Vélez, l'exèrcit es componia de 23.000 infants, 3.000 genets i 24 canons.
De forma paral·lela, la Diputació començà a organitzar la defensa del Principat davant d'un eventual conflicte militar amb la Corona, amb la convocatòria, el dia 10 de setembre, d'una Junta de Braços. El dia 13 es creà la junta de Guerra, mitjançant la qual les institucions catalanes iniciaren una frenètica cursa per tal d'adquirir armament i provisions, aixecar lleves i nomenar els oficials.

## Batalla
El 8 de desembre les tropes del marquès de Los Vélez sortiren de Tortosa en direcció a Barcelona. L'endemà trobà una aferrissada resistència al Perelló, els habitants del qual havien estat prèviament evacuats i estava defensat per tan sols 13 homes. Després d'un dia de bombardejos, l'exèrcit ocupà, cremà i saquejà la vila i els defensors foren executats.
El dia 10 de desembre l'exèrcit del marquès de Los Vélez reprengué la marxa i arribà al coll de Balaguer. La posició s'havia fortificat de forma rudimentària per ordre de Bernat de Boixadors, comte de Savallà, que hi havia fet portar dues peces d'artilleria de Cambrils, i era defensada per uns 2.000 homes de les milícies de Carles Mertolà i les companyies de cavalls de Josep de Pinós i Josep d'Ardena. A més, l'accés al coll deixava la infanteria atacant exposada al foc dels defensors i dificultava l'avenç de l'artilleria.
No obstant això, les defenses no pogueren evitar l'avenç de les experimentades tropes de l'avantguarda castellana liderada per Fernando de Ribera que, impassibles a les baixes que els infligien els defensors, feren avançar amb ells algunes peces d'artilleria. Els defensors, principalment milicians poc experimentats, intentaren respondre al foc d'artilleria sense obtenir-ne resultats. Al cap de mitja hora i amb l'avanç de les tropes enemigues, reforçades per la cavalleria del duc de San Giorgio, els defensors catalans van abandonar les seves posicions en desbandada, abandonant-hi vitualles, armes, documents i diners, que van passar a mans enemigues.
La cavalleria del comte de Savallà, que havia sortit de Cambrils per tal de socórrer els defensors, topà amb els que fugien i fou enviada cap a les posicions abandonades. Allà fou envestida per la cavalleria del duc de San Giorgio i es retirà. Els que fugiren muntanya amunt, cap a Vandellòs, Masboquera i Masriudoms pel coll de la Basseta se salvaren, però els que van escapar-se per la banda de mar van ser encalçats pels soldats de Los Vélez. En els combats van morir entre 100 i 400 catalans i molts d'altres van ser fets presoners. Quatre dels soldats van ser penjats al capdamunt del port com a escarment i la resta de presoners fou enviat a galeres.

## Conseqüències
La pèrdua d'aquest pas, considerat estratègic per les autoritats catalanes, va causar una forta desmoralització entre la població. En conèixer la notícia, les autoritats militars van mobilitzar les milícies de les viles del Camp de Tarragona i fins a 1.500 milicians van ser conduïts cap a Cambrils per a la seva defensa. La notícia també tingué impacte a Barcelona, on s'originà un motí contra els cavallers que no havien anat al front.
La conseqüència immediata de la desfeta del coll de Balaguer, emperò, fou el saqueig de l'Hospitalet de l'Infant. La guarnició, formada per una seixantena d'homes, havia capitulat sota la promesa que se'ls respectarien les vides, però això no impedí que sis dels defensors fossin penjats i que la vila fos saquejada. Amb aquesta victòria i havent reposat, l'exèrcit de Los Vélez pogué continuar la seva marxa en direcció Barcelona. El 13 de desembre arribà a Cambrils, que caigué després de dos dies de setge, i la vila fou igualment saquejada.